# Haim Hanani
Haim Hanani (* als Chaim Chojnacki am 11. September 1912 in Slupca; † April 1991) war ein israelisch-polnischer Mathematiker, der sich mit Kombinatorik befasste.
Hanani studierte an den Universitäten Wien und Warschau Mathematik mit dem Abschluss in Warschau 1934. 1935 ging er nach Palästina und war der erste, der an der Hebräischen Universität 1938 in Mathematik promoviert wurde.  Er kämpfte für die Unabhängigkeit Israels in der Hagana und war deshalb von den Briten inhaftiert. 1955 wurde er Professor am Technion. 1969 bis 1973 war er der erste Rektor der Ben-Gurion-Universität im Negev. 
Er veröffentlichte mit Paul Erdős, Alexander Schrijver, Richard M. Wilson und Andries Brouwer. Nach ihm und William Thomas Tutte ist der Satz von Hanani-Tutte in der Graphentheorie benannt, wobei der Beitrag von Hanani von 1934 (der es für zwei minimale nicht-planare Graphen bewies) und der von Tutte von 1970 (allgemeiner Fall) stammt: Ein Graph ist planar genau dann, wenn es eine Graphen-Zeichnung gibt, in der jedes Paar unabhängiger Kanten (das heißt ohne gemeinsame Endpunkte) einander gar nicht schneidet oder eine gerade Anzahl von Schnittpunkten hat.
Bekannt ist er auch für Arbeiten zu Blockplänen, speziell Pairwise Balanced Designs (PBD). 1960 gab er einen konstruktiven Beweis für die Existenz von Steiner-Quadrupel-Systemen mit {\displaystyle n} Punkten für alle {\displaystyle n\equiv 2{\text{ oder }}4{\pmod {6}}} mit {\displaystyle n>2}.